# Sarvegöl (Fågelfors socken, Småland)
Sarvegöl är en sjö i Högsby kommun i Småland och ingår i Emåns huvudavrinningsområde.